# Escharella anatirostris
Escharella anatirostris är en mossdjursart som först beskrevs av Charles Henry O'Donoghue 1924.  Escharella anatirostris ingår i släktet Escharella och familjen Romancheinidae. Utöver nominatformen finns också underarten E. a. spinifera.